# Procolobus kirkii
Procolobus kirkii (Проколобус Керка) — вид приматів з роду Procolobus родини мавпові. Вперше описаний учасником Замбезійської експедиції Лівінгстона Джоном Керком.

## Опис
Довжина голови й тіла: 45–65 см, довжина хвоста: 58–77 см, вага: 5.2–11.3 кг. Тварини мають чорне або темно-червоне хутро на спині. Уздовж плечей і рук, хутро чорне. Чорне, лисе обличчя з червоно-коричневими очима обрамлене білим волоссям. Рот і ніс рожеві. Черево від білого або червонувато-жовтого кольору до сірого.

## Поширення
Ендемік острова Занзібар (Танзанія), де це проживає у первинних вторинних лісах на висоті 0–110 м.

## Стиль життя
Живе групами по кілька, в середньому 30 осіб. На молоде листя і листові бруньки припадає більше 50% від раціону. Деякі групи часто харчуються мангровим листям, а населення на коралових рифах по всій видимості, живуть на більш сухій, грубій дієті. Вид денний і деревний. 
Тварини можуть розмножуватися цілий рік. Одне дитинча народжується після вагітності близько п'яти місяців. У перші місяці діти мають чорну спину. Вони вигодовуються до 17 місяців.

## Загрози та охорона
Частині популяції серйозно загрожує руйнування довкілля в результаті лісозаготівель, виробництва деревного вугілля, пожеж, на вид іноді полюють. Занесений до класу А під Африканської конвенції, і в Додаток I СІТЕС.